# Efferia remus
Efferia remus este o specie de muște din genul Efferia, familia Asilidae, descrisă de Tomasovic în anul 2002.
Este endemică în French Guiana. Conform Catalogue of Life specia Efferia remus nu are subspecii cunoscute.